# Sendangagung (Pamotan)
Sendangagung is een bestuurslaag in het regentschap Rembang van de provincie Midden-Java, Indonesië. Sendangagung telt 2398 inwoners (volkstelling 2010).